# 에릭 라우어
에릭 랜스 라우어(Eric Lance Lauer, 1995년 6월 3일 ~ )는 미국의 야구 선수이자, 현 메이저 리그 토론토 블루제이스의 투수이다.

## 미국 프로야구 시절
2016년에 샌디에이고 파드리스에 입단하였다.

## 한국 프로야구 시절

### KIA 타이거즈시절
2024년 8월 5일에 윌 크로우, 캠 알드레드를 대체할 외국인 투수로 영입되었다.
시즌 후 재계약에 실패하였다.